# Oscar Hammerstein I
Oscar Hammerstein I (ur. 8 maja 1846 w Szczecinie, zm. 1 sierpnia 1919 w Nowym Jorku) – amerykański impresario operowy pochodzenia niemieckiego.

## Życiorys
Początkowo studiował w konserwatorium w Berlinie, w wieku 15 lat porzucił jednak naukę i wyemigrował do Stanów Zjednoczonych, gdzie podjął pracę w fabryce tytoniu. Wzbogaciwszy się na opatentowanej przez siebie maszynie do produkcji cygar, zajął się muzyką. Uczył się gry na skrzypcach i kompozycji, pisał też sztuki teatralne. W 1871 roku założył wraz z Adolfem Neuendorffem objazdowy zespół operowy Hammerstein Opera Company. W 1893 roku wystawił w Nowym Jorku operetkę The Kohinoor, do której napisał libretto i muzykę. Otworzył teatry operowe Harlem Opera House (1888), Olympia Music Hall (1895) i Republic Theater (1900). W 1906 roku powołał do życia Manhattan Opera House, konkurencyjną wobec Metropolitan Opera. Do jej zespołu zaangażował czołowych ówczesnych artystów, m.in. Nellie Melbę, Lillian Nordicę, Luisę Tetrazzini i Mary Garden. Wystawił na tej scenie wiele amerykańskich premier, m.in. Luizy Gustave’a Charpentiera oraz Peleasa i Melisandy Claude’a Debussy’ego. W 1908 roku założył także drugi teatr operowy w Filadelfii. Zagrożona popularnością Manhattan Opera House Metropolitan Opera w 1910 roku odkupiła ten teatr od Hammersteina za kwotę 1,2 miliona dolarów wraz ze zobowiązaniem, że przez kolejne 10 lat nie będzie realizował żadnych przedstawień operowych w Stanach Zjednoczonych. Po transakcji Hammerstein wyjechał do Londynu, gdzie w 1911 roku założył teatr London Opera House, przedsięwzięcie zakończyło się jednak niepowodzeniem i zostało zamknięte po dwóch sezonach. Po powrocie do Nowego Jorku próbował powołać do życia kolejny teatr, Lexington Opera House, jednak Metropolitan Opera na drodze procesu sądowego uniemożliwiła jego działalność.
Jego wnukiem był Oscar Hammerstein II.